# Gewerkschaften in der Republik Moldau
Die Gewerkschaften in der Republik Moldau gehören zum überwiegenden Teil dem Gewerkschaftsbund Confederația Națională a Sindicatelor din Moldova (CNSM, Nationaler Gewerkschaftsbund der Republik Moldau) an.
In den Mitgliedsorganisationen der CNSM sind 330.000 Mitglieder organisiert.

## Mitgliedsgewerkschaften, internationale Kontakte
Der Gewerkschaftsbund ist Mitglied im Internationalen Gewerkschaftsbund.
Über den Pan-Europäischen Regionalrat steht er in Verbindung mit dem Europäischen Gewerkschaftsbund.
Mitgliedsgewerkschaften der CNSM sind u. a. (in Klammern jeweils: Mitgliederzahlen, Zugehörigkeit zu einer Globalen Gewerkschaftsföderation):
- Sindicatul Educației și Științei din Republica Moldova, SES (Gewerkschaft Erziehung und Wissenschaft) (106.277, EI, ETUCE);
- Sindicatul »Sănătatea« (Gewerkschaft „Gesundheit“) (37.028, PSI, EPSU);
- Federația Sindicatelor de Construcții și Industria Materialelor de Construcții »SINDICONS« din Republica Moldova (Verband der Gewerkschaften der Bau- und Baumaterialindustrie) (4.083, BWI);
- Federația Națională a Sindicatelor din Agricultură și Alimentație »Agroindsind« (Nationaler Gewerkschaftsverband der Landwirtschaft und Nahrungmittelindustrie) (34.069, -);
- Federația Sindicatelor Angajaților din Serviciile Publice SINDASP (Verband der Gewerkschaften der Beschäftigten des Öffentlichen Dienstes) (27.951, PSI, EPSU);
- Federația Sindicatelor din Comunicații, FSC (Verband der Kommunikationsgewerkschaften) (14.021, UNI, IndustriALL).